# Heinkel He 60
De Heinkel 60 was een eenmotorige dubbeldekker die bestemd was voor gebruik vanaf marineschepen. Hiertoe was het geschikt gemaakt om gelanceerd te worden vanaf een katapult. De tweekoppige bemanning bestond uit een piloot en een waarnemer. Het toestel van gemengde bouwwijze was behalve als watervliegtuig op drijvers ook gebouwd als normaal landvliegtuig met wielonderstel.